# Josh Harrellson
Josh Harrellson (nascido em 12 de fevereiro de 1989)é um jogador de basquete profissional norte-americano que atua pelo Miami Heat da NBA. Jogou como pivô para o Kentucky Wildcats entre 2008-2011. Foi selecionado pelo New Orleans Hornets como a escolha 45 no NBA Draft 2011, mas foi negociado com o New York Knicks. Josh assinou contrato com o Miami Heat em 2012 e em 2013 foi contratado pelo Detroit Pistons.

## Carreira na NBA
Harrellson foi selecionado como a 45ª escolha da segunda rodada do Draft da NBA de 2011 pelo New Orleans Hornets, mas foi negociado com o New York Knicks por um valor entre US $ 700.000 e US $ 750.000. Em 31 de dezembro de 2011, começou pela primeira vez um jogo, no lugar de Amar'e Stoudemire e marcou seu primeiro duplo-duplo contra o Sacramento Kings, com 14 pontos, indo 4-8 da linha de 3 pontos, e 12 rebotes. Durante a temporada de 2011-12 Harrellson ficou machucado e perdeu vários jogos para se recuperar de uma cirurgia no pulso. Seu primeiro jogo após a volta foi em 29 de fevereiro de 2012, contra os Cavaliers.
Em 11 de julho de 2012, Harrellson foi negociado com o Houston Rockets, juntamente com Toney Douglas, Jordan Jerome e a escolha da segunda rodada em 2014 e 2015 por Marcus Camby. Em 15 de agosto de 2012, Harrellson foi dispensado pelos Rockets. Em 17 de setembro de 2012, Harrellson assinou contrato com o Miami Heat. 

## Estatística na NBA

### Temporada Regular
| Ano      | Equipe          | PJ | PT | MPJ  | AP   | 3P   | LL   | RT  | AS  | BR  | TO  | PPJ |
| -------- | --------------- | -- | -- | ---- | ---- | ---- | ---- | --- | --- | --- | --- | --- |
| 2011-12  | New York Knicks | 37 | 4  | 14.6 | .423 | .339 | .615 | 3.9 | 0.3 | 0.6 | 0.5 | 4.4 |
| 2012-13  | Miami Heat      | 6  | 0  | 5.2  | .444 | .200 | .500 | 1.2 | 0.0 | 0.2 | 0.2 | 1.7 |
| 2013-14  | Detroit Pistons | 32 | 0  | 9.9  | .463 | .387 | .714 | 2.4 | 0.5 | 0.2 | 0.5 | 2.9 |
| Carreira |                 | 75 | 4  | 11.8 | .438 | .347 | .629 | 3.0 | 0.3 | 0.5 | 0.4 | 3.5 |

### Playoffs
| Ano      | Equipe          | PJ | PT | MPJ | AP   | 3P   | LL    | RT  | AS  | BR  | TO  | PPJ |
| -------- | --------------- | -- | -- | --- | ---- | ---- | ----- | --- | --- | --- | --- | --- |
| 2011-12  | New York Knicks | 4  | 0  | 6.3 | .444 | .000 | 1.000 | 2.0 | 0.0 | 0.0 | 0.0 | 2.5 |
| Carreira |                 | 4  | 0  | 6.3 | .444 | .000 | 1.000 | 2.0 | 0.0 | 0.0 | 0.0 | 2.5 |